# Пенза (Чишминський район)
Пе́нза (рос. Пенза, башк. Пенза) — присілок у складі Чишминського району Башкортостану, Росія. Входить до складу Дурасовської сільської ради.
Населення — 133 особи (2010; 133 у 2002).
Національний склад:
- башкири — 67 %
- росіяни — 28 %